# Musik i Albanien
Precis som den albanska litteraturen, handlar den albanska folkmusiken inte sällan om teman såsom ära, lojalitet och mod. De mest typiska stilarna på sångerna går från heroiska sånger från bergen till den mer komplexa formen, kallad Lieder (en sorts ballad), som är ackompanjerad av olika instrument, och är vanlig i södra Albanien.
Det vanligaste, mest förekommande musikinstrumentet i Albanien är lutan eller "lahute", som den kallas, och liknar mycket den slaviska "guslen". Även söderut spelar så kallade "saze", som är små orkestrar, som byggs upp av fyra eller fem instrument, och dessa orkestrar spelar vid speciella tillfällen och högtider. Folkmusiker att nämna här från 1900-talet inkluderar Tefta Tashko, Maria Paluca och Georgjija Filce. Två av de mest framstående kompositörerna inom albansk folkmusik är Kristi Kono samt författaren, biskopen och även politiske ledaren Fan Noli. Traditionell dans är fortfarande mycket utbredd, speciellt i avlägsna byar.